# Trnovica (miasto Zvornik)
Trnovica (cyr. Трновица) – wieś w Bośni i Hercegowinie, w Republice Serbskiej, w mieście Zvornik. W 2013 roku liczyła 659 mieszkańców.